# Slammiversary (2024)
Slammiversary 2024 fue un evento de pago por visión de lucha libre profesional producido por Total Nonstop Action Wrestling (TNA). Tuvo lugar el 20 de julio de 2024 en The Verdun Auditorium en Montreal, Quebec, Canadá. El evento celebró el vigésimo segundo aniversario de TNA, siendo el vigésimo evento bajo la cronología de Slammiversary. Fue transmitido en exclusiva a través de TNA Plus. 
El evento contó con la participación de luchadores de WWE, específicamente, de su marca de desarrollo NXT. Este fue el segundo PPV consecutivo en que luchadores de dicha empresa aparecen en TNA, tras una alianza de intercambio de talento entre ambas compañías.

## Producción
Slammiversary es un evento de pago por visión (PPV) de lucha libre profesional producido por Total Nonstop Action Wrestling para celebrar el aniversario del primer evento de la promoción, que se llevó a cabo el 19 de junio de 2002. Por ello, el evento suele celebrarse en verano (junio o julio). El primer evento tuvo lugar casi un año después de ese evento, el 18 de junio de 2003, y desde entonces ha sido considerado uno de los principales eventos PPV de la promoción, junto con Bound for Glory y, desde 2020, Hard To Kill y Rebellion.
El 20 de abril de 2024, en Rebellion, TNA anunció que Slammiversary tendría lugar el día 20 de julio de 2024, en el Verdun Auditorium de Montreal, Quebec, Canadá. Siendo el séptimo evento pago por visión de TNA en el 2024.

## Resultados
- Pre-Show: Tasha Steelz derrotó a Xia Brookside, Gisele Shaw y Faby Apache. 
  - Steelz cubrió a Brookside después de un «Spear» de Shaw.
- Pre-Show: KUSHIDA derrotó a Rich Swann. 
  - KUSHIDA forzó a Swann a rendirse con un «Haverboard Lock».
  - Originalmente, el rival de KUSHIDA sería Jonathan Gresham, pero fue reemplazado por Swann debido a problemas en su vuelo a Canadá.
- Pre-Show: The Malisha (Alisha & Masha Slamovich) derrotó a Spitfire (Dani Luna & Jody Threat) y retuvo el Campeonato Mundial de Knockouts en Parejas de TNA.
  - Alisha cubrió a Threat después de un «Bulldog».
- Pre-Show: Eric Young derrotó a Hammerstone.
  - Young cubrió a Hammerstone con un «Roll-Up».
- «Broken» Matt Hardy derrotó a JDC. 
  - Hardy cubrió a JDC después de un «Twist of Fate» desde la tercera cuerda.
  - Después de la lucha, Hardy atacó a JDC.
- ABC (Ace Austin & Chris Bey) derrotó a The System (Eddie Edwards & Brian Myers) (con Alisha) y ganó el Campeonato Mundial en Parejas de TNA. 
  - Austin cubrió a Myers después de un «The Fold».
  - Durante la lucha, Alisha interfirió a favor de The System.
- Mike Santana derrotó a Jake Something. 
  - Santana cubrió a Something después de un «Spin the Block».
- The Rascalz (Trey, Wes Lee & Zachary Wentz) derrotó a No Quarter Catch Crew (Charlie Dempsey, Myles Borne & Tavion Heights).
  - Wentz cubrió a Heights después de un «Hot Fire Flame».
- PCO derrotó a A.J. Francis (con Rich Swann) en un Montreal Street Fight y ganó el Campeonato de los Medios Digitales de TNA y el Campeonato Internacional Canadiense de Peso Pesado.
  - PCO cubrió a Francis después de un «PCOsault».
  - Antes de la lucha, Francis y Swann atacaron a PCO.
  - Durante la lucha, Swann, Smoke Dizza & Josh Bishop interfirieron a favor de Francis, mientras que Rhino lo hizo a favor de PCO.
  - Después de la lucha, Steph De Lander le pidió matrimonio a PCO.
- Jordynne Grace derrotó a Ash By Elegance (con The Personal Concierge) y retuvo el Campeonato Mundial de Knockouts de TNA. 
  - Grace cubrió a Ash después de un «Juggernaut Driver».
  - Durante la lucha, Concierge interfirió a favor de Ash, pero fue detenido por Rosemary.
- Mike Bailey derrotó a Mustafa Ali (con Champagne Singh) y ganó el Campeonato de la División X de TNA.
  - Bailey forzó a Ali a rendirse con un «Sharpshooter».
  - Durante la lucha, Singh y The Secret Service interfirieron a favor de Ali, mientras que Trent Seven lo hizo a favor de Bailey.
  - Durante la lucha, el árbitro original fue noqueado, siendo reemplazado por Earl Hebner donde se hizo una referencia a la Traición de Montreal.
- Nic Nemeth derrotó a Moose (c), Josh Alexander, Steve Maclin, Frankie Kazarian y Joe Hendry en un Elimination Match y ganó el Campeonato Mundial de TNA. 
  - Moose cubrió a Maclin después de un «Lights Out Spear».
  - Hendry cubrió a Moose después de un «Standing Ovation».
  - Alexander cubrió a Hendry después de un «C4 Spike».
  - Nemeth cubrió a Alexander después de un «Superkick».
  - Nemeth cubrió a Kazarian después de un «Danger Zone».
  - El Megacampeonato de AAA de Nemeth no estuvo en juego.